# متیو راث
متیو راث (انگلیسی: Matthue Roth؛ زادهٔ ۳۰ ژوئن ۱۹۷۸) موسیقی‌دان است. وی از سال ۲۰۰۱ میلادی تاکنون مشغول فعالیت بوده‌است.